# マリオカート8
『マリオカート8』（マリオカートエイト、Mario Kart 8）は、任天堂より2014年5月29日に発売されたWii U専用ゲームソフト。マリオカートシリーズの8作目。また、2017年4月28日にNintendo Switchで新要素を追加した移植版として『マリオカート8 デラックス』（マリオカートエイト デラックス）が発売された。本項ではこちらも併せて記述する。
2013年1月23日の『Wii U Direct Nintendo Games』で『マリオカート』の最新作が開発中であることが明かされた。その後、同年6月11日の『Nintendo Direct@E3 2013』で予告映像とタイトルが公開され、2014年2月14日の『Nintendo Direct』で正式な発売日が発表された。

## ゲーム内容

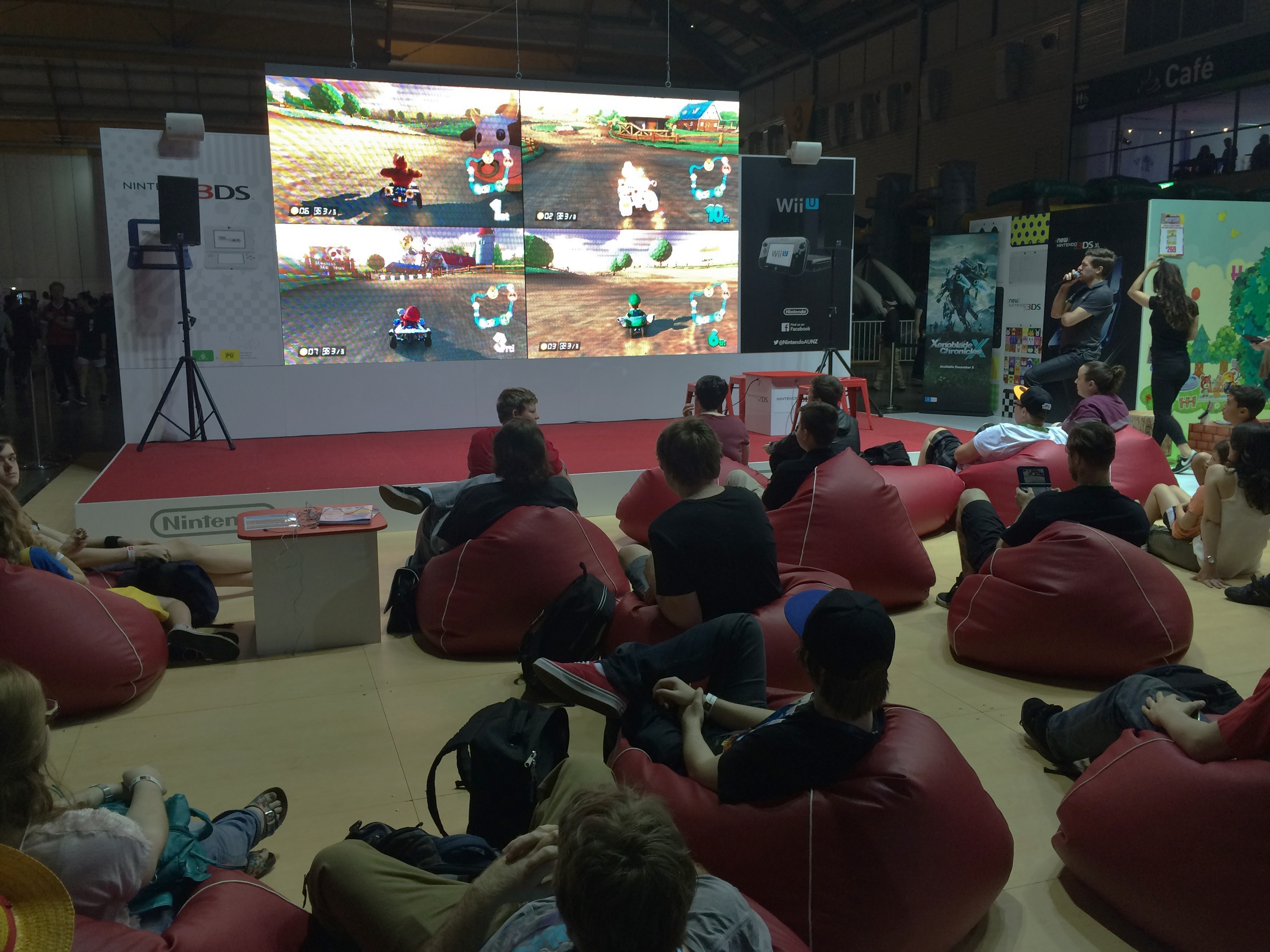
任天堂ステージのマリオカート8（EB ゲーム・エキスポ 2015年）。

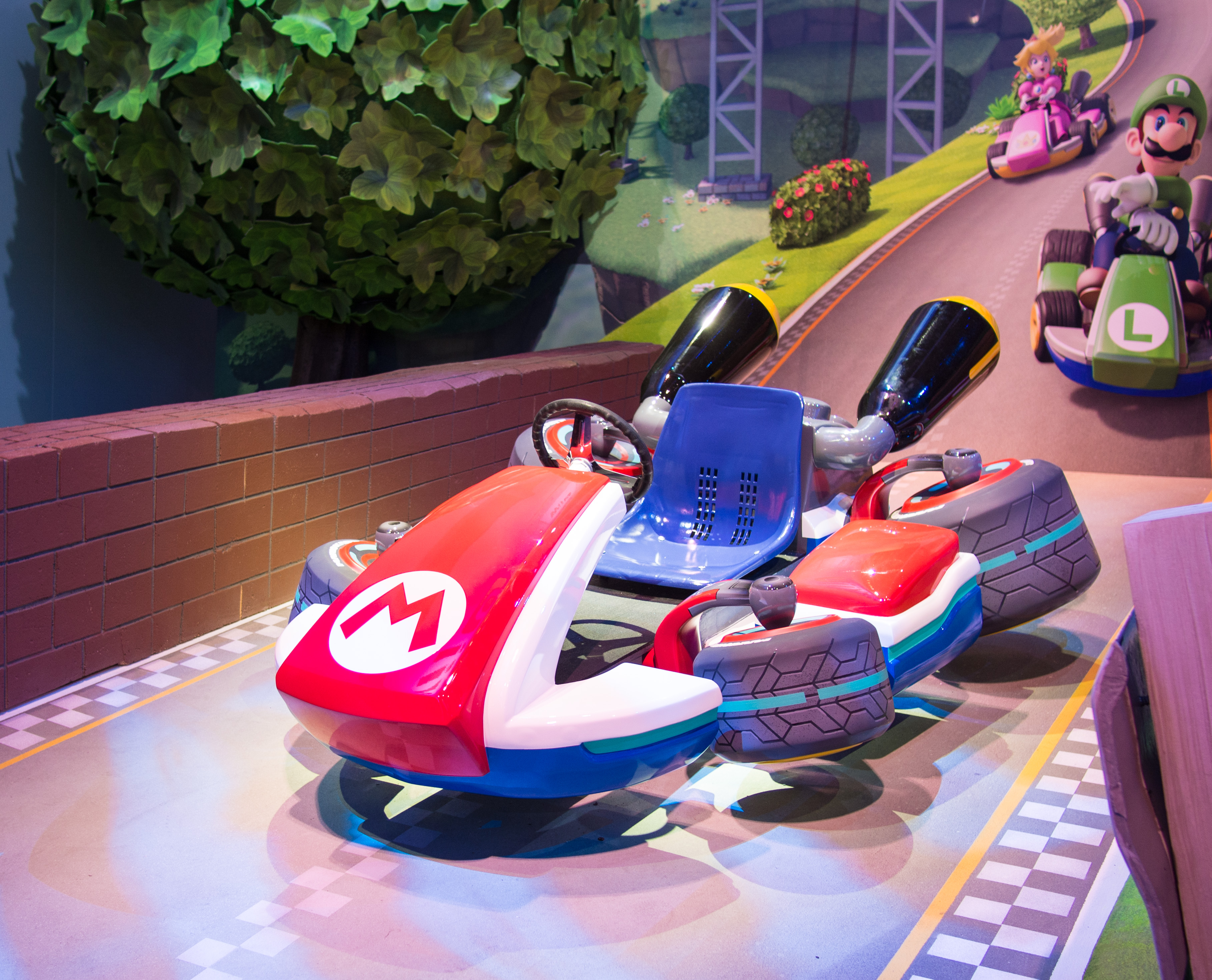
E3 2013年に展示された反重力化状態のカート。

前作『マリオカート7』で搭載された空中や水中での走行に加え、新しく「反重力」という要素が搭載されている。コース上のカベや天井などに「反重力エリア」が配置されており、そこに進入するとタイヤが水平に可動し、壁面や天井などを走行することが可能。
『マリオカートWii』と同様に最大12台でのレースとなっており、インターネットの通信対戦では最大12人での同時対戦が可能。また、『Wii』で初登場したバイクが本作で復活し、新たにATVバギーが追加された。『7』と同様に、好みのパーツを組み合わせてマシンのカスタマイズもできる。本作のバイクはシステムとしてのウィリーが廃止され、代わりに他のマシンと同様に「スーパーミニターボ」を使用できるようになった。
過去シリーズと異なり、入手できるアイテムは「現在の順位」ではなく、「1位との距離」によって変わる仕様となっている。また、装備しているアイテムを使いきるまで次のアイテムを手に入れることができなくなり、一部のアイテムは入手した時点で装備するようになった。
Wii U GamePadの操作に対応しており、GamePadの画面上にはコースマップやクラクションボタンが表示される。アナログスティックによる操作に加え、Wiiリモコンと同様のモーションセンサーを使用した操作にも対応している。また、テレビを使用せずWii U GamePadの画面のみでのプレイに対応している。
ゲームモードについては、『7』で削除された1人用の「VSレース」や、インターネット対戦の「こくないのだれかと」が復活している。一方でバトルは「ふうせんバトル」のみとなり、レースと同じコースで「相手の風船を割った回数」と「残っている自分の風船の数」の合計で競うようになった他、試合中の脱落が復活している。
新たに実装されたモード「マリオカートTV」では、自動で30 - 60秒程度に編集されたハイライト映像を視聴したり、その映像をMiiverseを通じてYouTubeに投稿することができる。また、発売日と同時に「マリオカートTV」のWeb版がサービス開始。ニンテンドーネットワークIDでログインすることによって、自分やフレンドが投稿した映像をスマートフォンやパソコンで視聴できた。
Ver.2.0（2014年8月27日配信）より、マリオカートシリーズ初となる追加コンテンツが配信され、メルセデス・ベンツや、ゼルダの伝説シリーズ、どうぶつの森シリーズとのコラボが行われた。
Ver.3.0（2014年11月13日配信）よりamiiboに対応。NFCリーダーにをタッチすると、そのキャラクターに応じた「Mii スーツ」が入手できる。
Ver.4.0（2015年4月23日配信）でシリーズ初となる「200cc」クラスが追加された。あまりにも速いため、コースによってはブレーキをかけながらドリフトを続ける新テクニック「ドリフトブレーキ」を駆使する必要がある。

## マリオカート8 デラックス
『マリオカート8 デラックス』（マリオカートエイト デラックス、Mario Kart 8 Deluxe）は、2017年4月28日にリリースされたNintendo Switch専用ゲームソフト。公式略称は「MK8D」、「マリカ8DX」。
2023年1月16日には本編と後述の「コース追加パス」を併せた『マリオカート8 デラックス + コース追加パス セット』がダウンロード販売され、同年10月6日にはパッケージ版が発売された。
世界累計販売本数は長らくマリオシリーズ全体でトップだった『スーパーマリオブラザーズ』（4,024万本）を上回り、単一プラットフォームのゲームとしては『Wii Sports』（8,290万本）に次ぐ売り上げを記録している。

### ゲーム内容（8 デラックス）
追加コンテンツを含めた『8』のほぼ全ての要素が収録されているほか、さまざまな新要素が追加されている。
システム面では、「スーパーミニターボ」よりも長く持続する「ウルトラミニターボ」や、『マリオカート ダブルダッシュ!!』以来となるアイテムの2つ同時保持が可能になった。
「タイムアタック」ではクラスを「150cc」と「200cc」から選択できるようになった。一方で「マリオカートTV」モードからYouTubeへの投稿機能が削除されている。
Switch本体を携帯モードで持ち出せることを活かし、本体を持ち寄って最大8人でレースかバトルで対戦できる。また、LANケーブルを使ったローカルネットワークを通じて、最大12人で対戦することもできる。
Ver.1.5.0（2018年6月26日配信）からは『Nintendo Labo Toy-Con 01: Variety Kit』の「バイク Toy-Con」、Ver.1.7.0（2018年9月19日配信）からは『Nintendo Labo Toy-Con 03: Drive Kit』の「クルマ Toy-Con」による操作にも対応。Toy-Con使用時は、キャラクターの背中越しの視点がデフォルトとなる。
Ver.1.6.0（2018年7月20日配信）において、『ゼルダの伝説 ブレス オブ ザ ワイルド』とのコラボによるキャラクターやマシンパーツが追加された。
Ver.2.0（2022年3月18日配信）からVer.3.0（2023年11月9日配信）にかけて、『マリオカート ツアー』に登場するコースやキャラクターが6回に分けて追加された。これらのコースで自由に遊ぶには、『マリオカート8 デラックス コース追加パス』を購入するか、「Nintendo Switch Online + 追加パック」に加入する必要がある。

#### バトル
『8』にあった「ふうせんバトル」に加え、歴代のマリオカートシリーズに収録されているルールを中心に、4つのルールが追加された。また、従来のように専用のコースで行うようになった。
ふうせんバトル
アイテムでライバルを攻撃して風船を割りあい、その回数を競う。風船をすべて失っても脱落にはならないが、得点が半分に減ってしまう。
パックン VS スパイ（チーム戦専用）
ケイドロの要領で、常時パックンフラワーを装備して相手を追う「パックンチーム」と、それらから逃げる「スパイチーム」に別れて戦う。「パックンチーム」は相手を全員捕まえると勝ち、「スパイチーム」は誰かが最後まで逃げ切れば勝ちとなる。
ドッカン! ボムへい
アイテムが「ボムへい」に限定され、相手に当てて風船を割った回数を競う。このルールに登場するボムへいは独自の仕様となっており、一度に最大10個まで持つことが可能。また、自分のボムへいによる自爆や、チーム戦での味方のボムへいによる同士討ちは起こらない。
あつめてコイン
ステージ上のコインを集め、その枚数を競う。
いただきシャイン
コース上にひとつだけ落ちている「シャイン」を拾い、アイテムを使って奪い合う。誰かがシャインを取るとそのプレイヤー（チーム）のカウントが進み、一番早く0にしたプレイヤー（チーム）が1位となる。また、シャインのカウントを0にで出来ずに奪われてもそれを持った秒数で順位がカウントされる。

## 関連商品
Wii U マリオカート8 セット
2014年11月13日発売。Wii U本体と『マリオカート8』のセット。『Wii』とは異なり、Wiiハンドルは同梱されていない。
マリオカート8 オリジナルサウンドトラック
2015年のクラブニンテンドー会員特典のポイント交換景品。追加コンテンツを含む、『マリオカート8』の全コースの楽曲を収録。

## 関連書籍
マリオカート8
いずれもゲームソフトと同日の2014年5月29日に発売。
- マリオカート8：任天堂公式ガイドブック（小学館、ISBN 978-4092271753）
- マリオカート8 ファイナルパーフェクトガイド（KADOKAWA / アスキー・メディアワークス、ISBN 978-4048667500）
- マリオカート8 パーフェクトガイド∞（KADOKAWA / エンターブレイン、ISBN 978-4047297432）
- マリオカート8 完全攻略本（徳間書店、ISBN 978-4198638085）

マリオカート8 デラックス
- マリオカート8 デラックス パーフェクトガイド超∞（KADOKAWA / エンターブレイン、ISBN 978-4-04-733258-4、2017年6月2日）